# NGC 5887
NGC 5887 (również PGC 54416 lub UGC 9779) – galaktyka spiralna (S0-a), znajdująca się w gwiazdozbiorze Węża. Odkrył ją Édouard Jean-Marie Stephan 9 czerwca 1880 roku. Jest to galaktyka z aktywnym jądrem typu LINER.